# Northern Star (альбом)
Northern Star — дебютный альбом британского трип-хоп-дуэта Groove Armada, выпущенный 9 марта 1998 года на Tummy Touch Records.

## Список композиций
1. Dr Eiff — 5:49
2. Capt. Sensual — (Remix) — 5:21
3. Entrance To Zanzibar — 5:59
4. At the River — 6:33 (replaced on the re-issue by Fireside Favourite — 4:26)
5. Dirty Listening — 5:24
6. M 2 Many — 6:14
7. Dan Solo — (Album Edit) — 7:33
8. Pressure Breakdown — 6:12
9. What Have We Become? — 5:51
10. Jeanneret’s Groove — 6:59
11. Pillar 13 — 4:49
12. Bonus Stitch 1 & 2 (not on re-issue) — 2:08
13. Black Sheep (iTunes Bonus Track of the 2007 version) — 5:05
14. Wholemeal (iTunes Bonus Track of the 2007 version) — 5:22